# علي سالم البيض
عَلي سالِم البِيِض من مواليد (10 فبراير 1939 عدن 
في ) كان الأمين العام للحزب الاشتراكي الحاكم بين عامي 1986-1990،  وهو الذي وقع على اتفاق الوحدة مع رئيس الجمهورية العربية اليمنية علي عبد الله صالح لتأسيس الجمهورية اليمنية في 22 مايو 1990 ورفعا معاً علم الوحدة في عاصمة الجنوب - جمهورية اليمن الديمقراطية الشعبية - عدن.

## نشأته
ولد عام 1939 في قرية معبر مديرية الريدة وقصيعر بمحافظة حضرموت، حيث تلقى تعليمه الابتدائي والمتوسط فيها. انتمى مبكراً إلى حركة القوميين العرب وكان من الشخصيات الأساسية في تنظيم الجبهة القومية، فتولى قيادة العمل العسكري في المنطقة الشرقية، «حضرموت – المهرة» ضد الاحتلال البريطاني. تلقى عدداً من الدورات العسكرية في القاهرة في الستينيات. كما كان له موقف معارض بشدة ضد الدمج بين القومية وجبهة التحرير (واجهتا المستعمر معاً وفق وجهة نظر مختلفة في فلسفة الثورة والكفاح المسلح لتتقاتلا في فترة لاحقة)، وأعلن انسحابه من تنظيم الجبهة القومية وتشكيل تنظيم بديل اسمه الجبهة الشعبية لتحرير حضرموت. وبفشل الدمج عاد إلى تنظيمه الأم مع مجموعته التي انتزعها.

## مناصبه
شغل موقع نائب عن شؤون الجيش والأمن في ما كان يسمى بالحكومة المؤقتة قبل يوم الاستقلال ، كما تولى منصب وزير الدفاع في أول حكومة في جمهورية اليمن الديمقراطية الشعبية بعد الاستقلال وذلك حتى عام 1969. وتقلد أكثر من منصب حكومي في مرحلة ما بعد حركة 22 يونيو 1969 .. ظل عضواً للمكتب السياسي للجبهة القومية ثم الحزب الاشتراكي. وقد تم تجريده من مناصبه الحزبية والحكومية في عهد عبد الفتاح إسماعيل لعدة مخالفات وتجاوزات قام بها لكنه سرعان ما عاد إلى الواجهة عندما تمكن على ناصر محمد من إقصاء عبد الفتاح إسماعيل ونفيه إلى موسكو، وهو الحدث الذي ظل يشتعل تحت الرماد حتى انفجر بشكل دامي يوم 13 يناير عام 1986 في مقر اللجنة المركزية بعدن، ولكن البيض هذه المرة تحالف مع عبد الفتاح إسماعيل ضد علي ناصر محمد، وتمكّن من النجاة من الموت بأعجوبة من مذبحة اجتماع المكتب السياسي، والتي طالت القيادة السياسية بشكل أساسي وطالت الكثير من المواطنين الأبرياء، لينفرد تقريبا بالسلطة بعد مقتل عبد الفتاح إسماعيل، وعلي عنتر، وهروب علي ناصر محمد.

## إتفاقية الوحدة

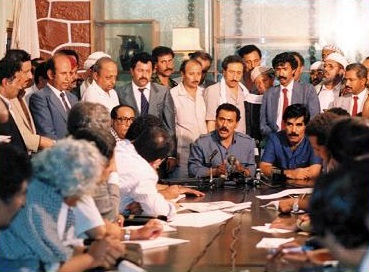
علي سالم البيض مع علي عبد الله صالح في 30 نوفمبر 1989 خلال التوقيع على اتفاقية الوحدة

في العام 1990وقّع علي سالم البيض اتفاقية الوحدة مع الرئيس علي عبد الله صالح ليقتسما السلطة حتى يوم 21 آيار مايو عام 1994، اليوم الذي اندلعت حرب اليمن الأهلية 1994 والتي استمرت حتى يوم 7 تموز يوليو من نفس العام بمساندة ودعم من بعض دول الخليج العربي، ليلجأ بعد خسارته في الحرب إلى سلطنة عمان المجاورة وتمنحه اللجوء السياسي ثم الجنسية بشروط تتضمن عدم قيامه بأي نشاط سياسي.

## فك الارتباط والخروج من اليمن
في 21 مايو 2009 وفي ذكرى الوحدة بين شطري اليمن، وفي استجابة منه لدعوات الحراك السلمي الجنوبي في اليمن الجنوبي انتقل علي سالم البيض إلى أوروبا وأعلن نيته السعي لفك الارتباط بين جمهورية اليمن الديمقراطية الشعبية -التي يمثلها باعتباره رئيسها عند توقيع الوحدة- والجمهورية العربية اليمنية مطالبا الدول العربية والعالم بتأييد مطالبه لإعادة الدولة الجنوبية باعتبار أن الوحدة السلمية انتهت بعد حرب 1994 وما نتج عنها من احتلال للجنوب من الشمال حسب تعبيره، مدعوماً أيضاً من قبل عناصر من الحزب الأشتراكي اليمني ومشايخ جنوبيين ومستقلين وقادة إسلاميين جميعهم منضويين تحت رايه الحراك السلمي الجنوبي الذي يسعى لفك الارتباط أيضاً وعودة دولة اليمن الجنوبي مستقله كما كانت فبل توقع الوحدة في 1990م.

## حياته الاسرية
متزوج من مواطنته السيدة ملكي عبدالله حسن اليافعي وله من الابناء :
- عدنان.
- عمرو.
- فيصل.
- هاني.
- نائف.
- ينوف.
- تمانى. ( زوجة الفنان اللبناني ملحم زين)